# Isaak D’Israeli

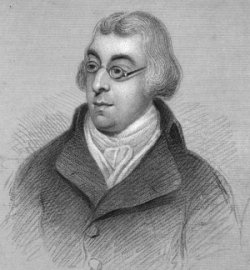
Isaak D'Israeli (vor 1798)

Isaak D’Israeli (auch Isaac D’Israeli; * 11. Mai 1766 in Enfield, Middlesex; † 19. Januar 1848 in Bradenham, Buckinghamshire) war ein englischer Schriftsteller und Literaturhistoriker.
Isaak D'Israeli war der einzige Sohn von Benjamin D'Israeli (1730–1816), einem Großhändler, der aus der italienischen Stadt Cento stammte und sich 1748 in England niederließ, wo er erst 1801 eingebürgert wurde. Seine Mutter war Rebecca Mendez Furtado, eine Schwester von Abraham Furtado, die 1765 in London Benjamin D’Israeli geheiratet hatte.
Isaak war nicht religiös, sondern durch die Gedanken der Aufklärung beeinflusst. Im Jahre 1802 heiratete er Maria Basevi (1774–1847), die ebenfalls einer in London ansässigen Familie italienisch-jüdischer Herkunft entstammte. Das Paar hatte fünf Kinder: Sarah (1802–1859), Benjamin (1804–1881), Naphtali (* 1807, starb als Säugling), Raphael (1809–1898) und Jacobus (1813–1868). Die Kinder erhielten ihre Namen nach jüdischen Traditionen, und die Söhne wurden alle beschnitten. Auf den Rat seines Freundes, des Historikers Sharon Turner, und infolge jahrelanger Auseinandersetzungen mit der Bevis-Marks-Synagoge wurden jedoch 1817 alle seine Kinder in der Church of England getauft. Er selbst trat zwar nicht zum Christentum über, ließ sich aber auf einem nichtjüdischen Friedhof beerdigen.
Literarische Bekanntheit erlangte er mit Curiosities of Literature, einer Sammlung von Anekdoten über berühmte Persönlichkeiten, Bücher und die Hobbys von Büchersammlern. 1828 wurde seine Biographie über Karl I. (The Life and Reign of Charles I) veröffentlicht, die im 19. Jahrhundert hohe Popularität genoss und derentwegen er von der Universität Oxford mit dem Grad eines Ehrendoktors ausgezeichnet wurde.
Sein zweites Kind, der zweimalige britische Premierminister Benjamin Disraeli, hinterließ im Rahmen seiner Werkausgaben auch biographische Notizen über seinen Vater.

## Schriften (Auswahl)
- 1803: Romances (Digitalisat)
- 1822: The Literary Character, Vol. 1 (Digitalisat)
- 1822: The Literary Character, Vol. 2 (Digitalisat)
- 1828: The Life and Reign of Charles I.
- 1859: Curiosities of Literature (Digitalisat)